# João Rodrigues (kolarz)
João Pedro Lourenço Rodrigues (ur. 15 listopada 1994 w Faro) – portugalski kolarz szosowy.
W październiku 2022 został ukarany siedmioletnią dyskwalifikacją za naruszenie przepisów antydopingowych (4 lata za nieprawidłowości w paszporcie biologicznym oraz 3 za posiadanie niedozwolonych substancji) biegnącą do 14 lipca 2029, obejmującą także wykreślenie wyników osiągniętych przez Rodriguesa w okresie od 24 kwietnia 2022 do 15 lipca 2022 oraz w wyścigach Volta a Portugal 2018 i Volta a Portugal 2021.

## Osiągnięcia
Opracowano na podstawie:
2017
- 1. miejsce w klasyfikacji górskiej Vuelta a Castilla y León

2018
- 1. miejsce w klasyfikacji górskiej Grande Prémio de Portugal Nacional 2

2019
- 1. miejsce w Volta ao Alentejo
  - 1. miejsce na 5. etapie
- 1. miejsce w Volta a Portugal
  - 1. miejsce na 4. i 10. etapie

2021
- 1. miejsce w Volta ao Algarve

## Rankingi
| Rok             | 2017  | 2018  | 2019 | 2020 | 2021 | 2022  |
| --------------- | ----- | ----- | ---- | ---- | ---- | ----- |
| World Ranking   | 2106. | 1322. | 282. | 724. | 264. | 2885. |
| UCI Europe Tour | 1361. | 814.  | 229. | 579. | 225. | 1732. |
|                 |       |       |      |      |      |       |
| Źródło: UCI     |       |       |      |      |      |       |